# Перо (инструмент)
Вижте пояснителната страница за други значения на Перо.
Гъше перо е перо от гъска, използвано като инструмент за писане в периода VII–XIX век, до изобретяването на металните пера. В съвременната култура е негласен символ на литературното творчество и поезията.

## Причина за използване
За разлика от перата на другите разпространени птици, предимно домашни, гъшето перо има дебел кух ствол с и е удобно за хващане при писане. При срязване на крайчеца му под наклон с нож се открива пореста основа, добре попиваща мастило, което позволява по-рядко перото да се потапя в мастилницата. В същото време краят на перото е умерено твърд и запазва формата си при писане, т.е. не се налага да се подостря често. Освен гъши пера, за писане могат да се използват и пера на други птици като врана, паун, пуяк, глухар или лебед.

## История
Появата на гъшето перо е записана за първи път около 600 г. в Севиля. Причините за поява на така общодостъпен инструмент за писане са поевтиняването на пергамента и появата на хартията. С използването на перото постепенно се изменя и стилът на писане, като той става по-наклонен, появяват се малки букви (преди това се използват само главни букви), а впоследствие именно благодарение на гъшето перо се създават и разнообразни курсивни и ръкописни шрифтове.
След като през 1803 г. е патентовано металното перо за перодръжка гъшето перо постепенно губи позиции и към края на XIX век е напълно изместено. Така човечество използва този инструмента за писане в продължение на 1200 години.